# Takamasa Anai

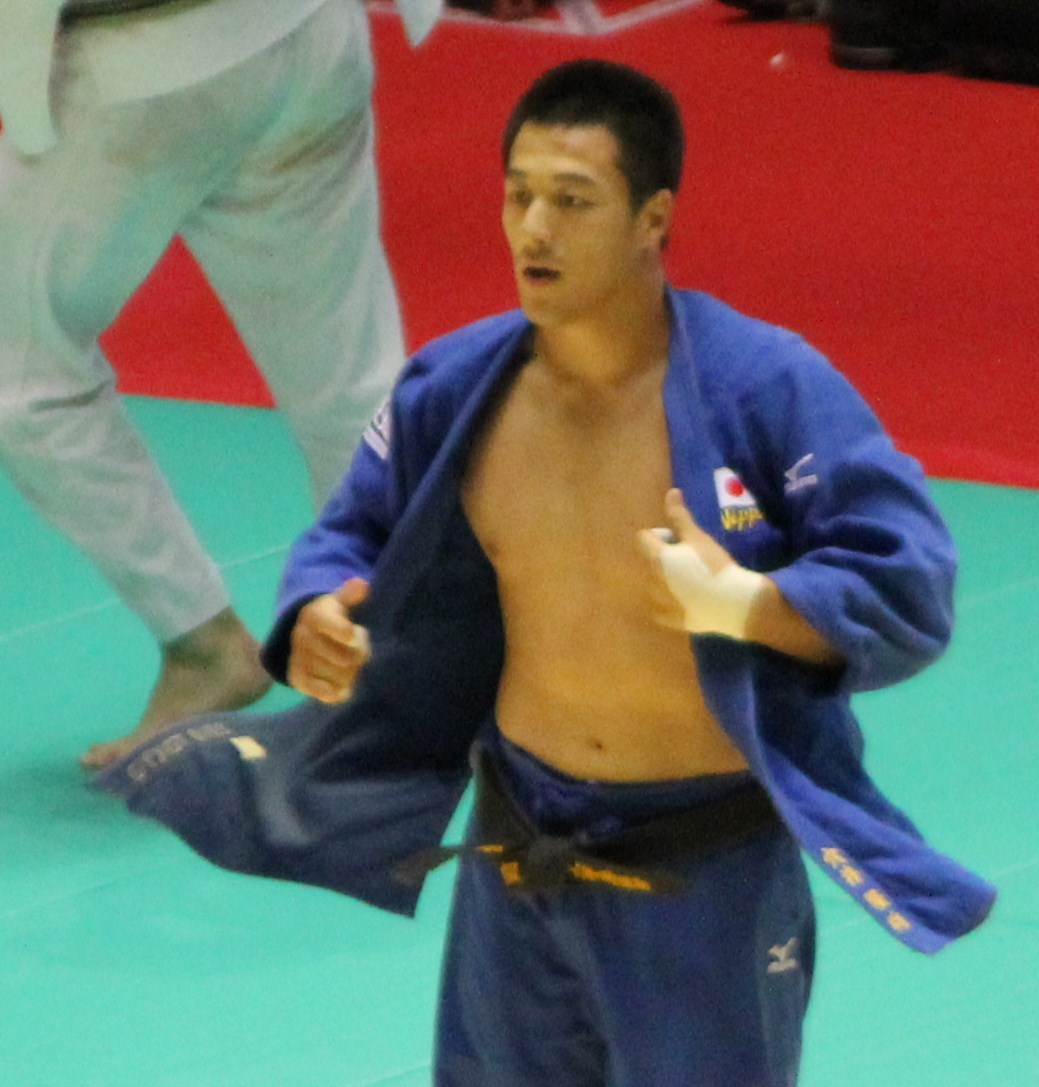
Takamasa Anai bei den Weltmeisterschaften 2010

Takamasa Anai (jap. 穴井隆将, Anai Takamasa; * 5. August 1984 in Ōita) ist ein ehemaliger japanischer Judoka. Er war Weltmeister 2010 und Weltmeisterschaftsdritter 2009.

## Karriere
Der 1,87 m große Anai kämpfte im Halbschwergewicht, der Gewichtsklasse bis 100 Kilogramm. 2002 siegte er bei den Juniorenweltmeisterschaften in Jeju. 2004 nahm der Student der Universität Tenri an den Weltmeisterschaften der Studierenden teil und gewann die Silbermedaille. 2005 gewann Anai erstmals bei den japanischen Meisterschaften. Bei den Asienmeisterschaften in Taschkent erkämpfte er eine Bronzemedaille. Anfang 2006 siegte er beim Jigoro Kano Cup und kurz danach beim Weltcup-Turnier in Tiflis. Ende 2006 gewann er bei den Weltmeisterschaften der Studierenden in Suwon. 2007 wurde Anai in Kuwait Asienmeister. Drei Monate später siegte er bei der Universiade 2007 in Bangkok. 2008 unterlag er im Finale der japanischen Meisterschaften Keiji Suzuki. Suzuki vertrat Japan bei den Olympischen Spielen in Peking. Ende 2008 siegte Anai beim ersten Grand-Slam-Turnier in Tokio.
Anfang 2009 folgte der Sieg beim Grand Slam in Paris. Im April gewann er zunächst die japanischen Meisterschaften im Halbschwergewicht und drei Wochen später auch die in der offenen Klasse. Bei den Weltmeisterschaften in Rotterdam unterlag er im Viertelfinale dem Aserbaidschaner Elmar Qasımov. Mit Siegen in der Hoffnungsrunde gegen den Letten Jevgeņijs Borodavko und den Ukrainer Artem Bloschenko erkämpfte Anai eine Bronzemedaille. Ende 2009 unterlag Anai im Finale des Grand-Slam-Turnieres in Tokio dem Südkoreaner Hwang Hee-tae. 2010 siegte Anai bei den japanischen Meisterschaften im Halbschwergewicht und belegte in der offenen Klasse den dritten Platz. Im Finale des Grand-Slam-Turniers in Rio de Janeiro unterlag er dem Belgier Elco van der Geest. Bei den Weltmeisterschaften in Tokio bezwang er im Viertelfinale den Franzosen Thierry Fabre, im Halbfinale den Kubaner Oreydis Despaigne und im Finale den Niederländer Henk Grol. Zwei Monate später unterlag er im Finale der Asienspiele 2010 in Guangzhou dem Südkoreaner Hwang Hee-tae. Zum Ausklang des Jahres gewann er den Grand Slam von Tokio. 2011 gewann Anai die japanischen Meisterschaften im Halbschwergewicht und belegte in der offenen Klasse den zweiten Platz hinter Keiji Suzuki. Im Juni gewann er den Grand Slam in Rio de Janeiro. Bei den Weltmeisterschaften in Paris schied er im Achtelfinale gegen den Georgier Irakli Zirekidse aus. 2012 siegte er bei den japanischen Meisterschaften im Halbschwergewicht. Bei den Olympischen Spielen in London schied er im Achtelfinale gegen den Tschechen Lukáš Krpálek aus. 2013 gewann Takamasa noch einmal den japanischen Titel in der offenen Klasse.